# 사랑에 관한 짧은 필름
《사랑에 관한 짧은 필름》(폴란드어: Krótki film o miłości, 영어: A Short Film About Love)은 폴란드에서 제작된 크쥐시토프 키에슬로프스키 감독의 1988년 드라마, 멜로/로맨스 영화이다. 그라지나 샤포워프스카 등이 주연으로 출연하였고 리스자드 추코브스키 등이 제작에 참여하였다.

## 출연

### 주연
- 그라지나 샤포워프스카
- 올라프 루바젠코

### 조연
- 스테파니아 이윈스카

## 기타
- 미술: 막달레나 디폰트
- 미술: 핼리너 도브로우올스카
- 세트: 로버트 체삭
- 세트: 그라지나 트카직
- 의상: 한나 크비클로
- 의상: 말고자타 오블로자